# Wulfila
Wulfila vagy más néven Ulfilas (311. körül – 383) ariánus vallású püspök, aki az ariánus vallásra térítette a gótok nagy részét, megalkotta a gót ábécét és annak felhasználásával lefordította a Bibliát gót nyelvre, mely az első ismert, egy germán nyelvre történt bibliafordítás.

## Élete

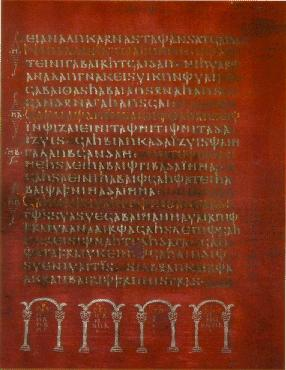
Egy oldal Wulfila bibliafordításából.

Wulfila egy Kis-ázsiai származású kereskedőnek volt a fia, akit a gótok fogolyként hurcoltak országukba, majd miután kiváltotta magát a fogságból, továbbra is a gótok között maradt, megnősült és így Wulfila már a gótok között született. Már korán kitűnt tehetségével: kitűnő szónok volt és egyaránt jól beszélt latinul, görögül és gótul.
A 340-es években a gótok egy csoportja, amelyik rokonszenvezett a birodalommal és a kereszténységgel, áttelepült Moesia területére. Wulfilát, aki az egyházi pályát választotta, 341-ben Nikomédiai Euszebiosz Konstantinápolyban a gótok püspökévé szentelte, térítőmunkával bízva meg őt. Wulfila a II. Constantius és Valens császárok által pártolt arianizmusra, azaz a homoiuszion-hitvallásra kötelezte a gótokat.
Wulfila működése hatására sok gót felvette az ariánus vallást, azonban a gót fejedelem, Athanarik veszélyt látott az új vallásban az országa önállóságára, így keresztényüldözésbe kezdett. Wulfila ekkor a keresztény gótok egy részével a Római Birodalomba menekült, ahol Moesia provinciában települtek le. Wulfila 383-ban, Konstantinápolyban halt meg.

## Bibliafordítása
Wulfila a térítő munka megkönyítése érdekében elhatározta, hogy lefordítja gót nyelvre a Bibliát. Munkájának nehézsége abban rejlett, hogy a gót nyelvben ekkor még semmilyen elvont fogalomra nem létezett megfelelő szó és a gót írásjelek az ún. rúnák is hiányosak voltak, így ezt a hiányt Wulfila maga volt kénytelen pótolni, ezzel a munkájával pedig mintegy megalapítója lett a germán irodalomnak.
Fordítása töredékesen maradt ránk, mely online olvasható. Állítólag kihagyta belőle a Királyok könyvét, hogy a harcias gótokat ne serkentse még jobban a harcra.